# Chlorizeina feae
Chlorizeina feae är en insektsart som beskrevs av Kevan, D.K.M. 1969. Chlorizeina feae ingår i släktet Chlorizeina och familjen Pyrgomorphidae. Inga underarter finns listade i Catalogue of Life.